# Discografia Deliei

## Albume

### Albume de studio
| Titlu              | Detalii | Vânzări | Certificări |
| ------------------ | --- | ------- | ----------- |
| Parfum de fericire | - Lansare: 18 iulie 2003 - Format: CD, digital download - Casă de discuri: Cat Music                        |         |             |
| Listen Up!         | - Lansare: 29 iunie 2006 - Format: CD, digital download - Casă de discuri: Cat Music                        |         |             |
| 7                  | - Lansare: 11 februarie 2020 - Format: CD, digital download - Casă de discuri: Global Records               |         |             |
| FLEX               | - Lansare: 7 noiembrie 2023 - Format: CD, digital download - Casă de discuri: Global Records & Roka Records |         |             |

### Albume live
| Titlu | Detalii                                                                              | Vânzări | Certificări |
| ----- | ------------------------------------------------------------------------------------ | ------- | ----------- |
| Live  | - Lansare: 4 martie 2017 - Format: CD, digital download - Casă de discuri: Cat Music |         |             |

### Compilații
| Titlu            | Detalii                                                                                           | Vânzări | Certificări |
| ---------------- | ------------------------------------------------------------------------------------------------- | ------- | ----------- |
| Pe aripi de vânt | - Lansare: 5 martie 2015 - Format: CD, digital download - Casă de discuri: Cat Music              |         |             |
| Deliria          | - Lansare: 2 aprilie 2016 - Format: CD, digital download - Casă de discuri: Cat Music             |         |             |
| Acadelia         | - Lansare: 2019 - Format: CD, digital download, ediție limitată - Casă de discuri: Global Records |         |             |

## Discuri single

### Alte melodii în topuri
Cine m-a făcut om mare

### Ca artist principal
| „Parfum de fericire” | 2003 |     | Parfum de fericire |
| „Ce vor de la mine” | 2003 |     | Parfum de fericire |
| „Ziua ta” | 2006 |     | Listen Up!         |
| „Sufletul meu” (cu DJ Star) | 2006 |     | Listen Up!         |
| „Secretul Mariei” (cu Smiley) | 2006 |     | Listen Up!         |
| „Listen Up” (cu Matteo) | 2006 |     | Listen Up!         |
| „Let It Rain” | 2009 | —   | fără album         |
| „Sunshine” | 2010 | —   | fără album         |
| „Dale” | 2011 | 17  | Pe aripi de vânt   |
| „Omadeo” | 2012 | 43  | Pe aripi de vânt   |
| „Wuella Wuella” | 2012 | 93  | Pe aripi de vânt   |
| „Africana” | 2012 | —   | Pe aripi de vânt   |
| „Ia-mă de mână” | 2012 |     | fără album         |
| „Doi în unu” (cu Mihai Bendeac) | 2013 | —   | Pe aripi de vânt   |
| „U (Fighting With My Ghosts)” | 2013 | 43  | Pe aripi de vânt   |
| „Doar pentru tine” | 2013 | 100 | Pe aripi de vânt   |
| „Cineva la ușa mea” | 2013 |     | fără album         |
| „Ipotecat” (cu UDDI) | 2014 | 1   | Pe aripi de vânt   |
| „A lu' Mamaia” (cu Speak) | 2014 | 41  | Pe aripi de vânt   |
| „Pe aripi de vânt” (cu Kaira) | 2014 | 1   | Pe aripi de vânt   |
| „Inimi desenate” | 2015 | 12  | Pe aripi de vânt   |
| „Da, mamă” | 2015 | 8   | Deliria            |
| „Gura ta” (cu Deepcentral) | 2016 | 1   | Deliria            |
| „Ce are ea” | 2016 | 7   | Deliria            |
| „1234 (Unde dragoste nu e)” | 2016 | 51  | Deliria            |
| „Cine m-a făcut om mare” | 2016 | 1   | Deliria            |
| „Fulg” | 2016 |     | Deliria            |
| „Rămâi cu bine” (cu Macanache) | 2017 | 3   | 7                  |
| „Verde împărat” | 2017 |     | 7                  |
| „Fata lu’ tata” | 2017 |     | 7                  |
| „Du-te-mă” | 2018 |     | 7                  |
| „Despablito” (cu Grasu XXL) | 2018 |     | 7                  |
| „Acadele” | 2018 |     | 7                  |
| „Trăiește frumos” | 2018 |     | 7                  |
| „Rămâi” (cu The Motans) | 2019 |     | 7                  |
| „Vreau la țară” | 2019 |     | 7                  |
| „Dragoste cu dinți” | 2019 |     | 7                  |
| „Să-mi cânți” | 2019 |     | 7                  |
| „De Azi Pââââână De Crăciun” | 2019 |     | fără album         |
| „Aruncă-mă” | 2020 |     | 7                  |
| „Cum era” (cu NANE) | 2020 |     | FLEX               |
| „Racheta” | 2021 |     | fără album         |
| „Între noi” | 2021 |     | fără album         |
| „OTZL GLTZ” | 2022 |     | FLEX               |
| „Tot ce vrei” (cu Adrian Despot) | 2022 |     |                    |
| „Lololo” | 2023 |     |                    |
| „SKNDL” (cu HVNDS) | 2023 |     |                    |
| „Gustul care te fură” | 2023 |     |                    |
| „Sirena apelor” | 2023 |     |                    |
| „Miami” (cu Johny Romano) | 2023 |     | Miami Bici 2 (OST) |
| „Fără Te Merau” (cu Connect-R) | 2023 |     | FLEX               |
| „Jimmy Samurai” (cu Oana Matache) | 2023 |     | FLEX               |
| „Nu Pot” | 2023 |     | FLEX               |
| „Flex” | 2023 |     | FLEX               |
| „eRAI” (cu Antonia) | 2024 |     | FLEX               |
| “Ratat” (cu Erika Isac) | 2024 |     | fără album         |
| "—" denotă o înregistrare care nu s-a clasat sau nu a fost lansat în teritoriul respectiv. Căsuțele roz reprezintă pozițiile din România în topul „Romanian Top 100”. După ce a încetat publicarea în februarie 2012, a fost înlocuit de cel prezentat de Kiss FM, „Airplay 100”. |      |     |                    |

### Ca artist secundar
| Titlu                                                                                      | An   | Poziție maximă în topuri | Album                      |
| Titlu                                                                                      | An   | ROM                      | Album                      |
| ------------------------------------------------------------------------------------------ | ---- | ------------------------ | -------------------------- |
| „Dulce” (Narcotic Sound cu Delia)                                                          | 2010 | —                        | fără album                 |
| „Gone” (Bibanu MixXL cu Delia și Puya)                                                     | 2012 | —                        | Nebun                      |
| „Aproape de tine” (F.Charm cu Delia)                                                       | 2012 | —                        | fără album                 |
| „Love Me” (Sunrise Inc cu Delia)                                                           | 2013 | —                        | fără album                 |
| „La fel” (Bibanu MixXL cu Delia)                                                           | 2013 | —                        | fără album                 |
| „În culori” (Gojira & Planet H cu Delia)                                                   | 2013 | —                        | fără album                 |
| „Anii ce vin” (Mike Angello cu Delia și UDDI)                                              | 2013 | —                        | fără album                 |
| „Inima nu vrea” (Horia Brenciu cu Delia)                                                   | 2014 |                          | 40+                        |
| „Cum ne noi” (Carla's Dreams cu Delia)                                                     | 2015 | 1                        | Deliria NGOC               |
| „Atât de trist” (Taxi cu Delia)                                                            | 2016 |                          | Deliria                    |
| „Mona” (Damian & Brothers cu Delia)                                                        | 2016 |                          | Gypsy Rock: Change or Die  |
| „Weekend” (The Motans cu Delia)                                                            | 2017 | 1                        | 7 My Gorgeous Drama Queens |
| „Inima” (Carla's Dreams cu Delia)                                                          | 2017 |                          | Antiexemplu                |
| „Inima mea ești tu” (Ștefan Bănică cu Delia)                                               | 2017 |                          | Picat din lună             |
| „Ne vedem noi” (Smiley cu Delia)                                                           | 2020 |                          | fără album                 |
| „În Rai” (Nane cu Delia)                                                                   | 2021 |                          | fără album                 |
| „Cum Am Știut” (Killa Fonic cu Delia)                                                      | 2022 |                          | FLEX                       |
| „Inima mea de 16 ani” (Taxi cu Delia)                                                      | 2022 |                          | fără album                 |
| „Tu O'clock” (The Motans cu Delia)                                                         | 2023 |                          | fără album                 |
| „NU TE MAI VĂD” (RAVA cu Delia)                                                            | 2024 |                          | LUCIFER                    |
| „ABRACADABRA” (Erika Isac cu Delia)                                                        | 2024 |                          | fără album                 |
| „Suflet” (HVNDS cu Delia)                                                                  | 2024 |                          | SINTETIC                   |
| "—" denotă o înregistrare care nu s-a clasat sau nu a fost lansat în teritoriul respectiv. |      |                          |                            |